# Prononciation du mandarin standard
La prononciation officielle du mandarin fait l'objet du présent article. Les différents dialectes mandarins s'en écartent parfois largement pour les sons et pour les tons.

## Le monosyllabisme
Le mandarin, comme nombre de langues extrême-orientales (vietnamien, thaï...), est monosyllabique : non pas que chaque mot se réduise à une syllabe mais surtout parce que chaque caractère de l'écriture (ou sinogramme ; consulter surtout Prononciation et sémantisme des sinogrammes pour une approche liée au système d'écriture) note une syllabe (sauf un, le suffixe -er) et qu'à chaque syllabe correspond un morphème (lexical ou grammatical).
De plus, chaque syllabe obéit à des contraintes importantes qui définissent la place que peut occuper chaque phonème ainsi que sa réalisation phonétique : par exemple, pour les contraintes phonologiques, s'il existe une consonne nasale vélaire notée /ŋ/ en alphabet phonétique international (dont on suivra ici les conventions de transcription), elle ne peut apparaître qu'en fin de syllabe ; la consonne /k/, d'autre part, ne peut se manifester qu'en début de syllabe.
Quant aux contraintes phonétiques, elles enseignent que le phonème /e/ se réalise [[ɤ]] en fin de syllabe directement après une consonne initiale seule mais [e] devant /i/ et [[ɛ]] entre une consonne initiale seule et les nasales finales (/n/ et /ŋ/), entre autres. C'est pour cette raison que les Chinois depuis des siècles répertorient, au moyen des fǎnqiè, non pas les phonèmes isolés de leur langue mais les initiales (attaque) et les finales (rime avec respect du ton) des syllabes.
On le voit, établir la liste des phonèmes chinois et celle de leur réalisation n'a pas grand sens quand on s'abstrait des contraintes syllabiques. On consultera Syllabe en mandarin pour une approche plus sûre que le relevé des réalisations phonétiques possibles proposé ci-après.

## Consonnes
|            | Bilabiales | Bilabiales | Labiodentales | Labiodentales | Alvéolaires | Alvéolaires | Rétroflexes | Rétroflexes | Alvéolo-palatales | Alvéolo-palatales | Vélaires | Vélaires |
| ---------- | ---------- | ---------- | ------------- | ------------- | ----------- | ----------- | ----------- | ----------- | ----------------- | ----------------- | -------- | -------- |
| Occlusives | b [p]      | p [pʰ]     |               |               | d [t]       | t [tʰ]      |             |             |                   |                   | g [k]    | k [kʰ]   |
| Nasales    | m [m]      |            |               |               | n [n]       |             |             |             |                   |                   | -ng [ŋ]  |          |
| Affriquées |            |            |               |               | z [ts]      | c [t͡sʰ]     | zh [t͡ʂ]     | ch [t͡ʂʰ]    | j [t͡ɕ]            | q [t͡ɕʰ]           |          |          |
| Fricatives |            |            | f [f]         |               | s [s]       |             | sh [ʂ]      | r [ʐ]/[ɻ]   | x [ɕ]             |                   | h [x]    |          |
| Latérales  |            |            |               |               |             | l [l]       |             | r [ʐ]/[ɻ]   |                   |                   |          |          |

## Voyelles
Le mandarin possède cinq phonèmes vocaliques : /i, u, y, ǝ, a/. Les voyelles /i, u, y/ sont fermées (hautes), la voyelle /ǝ/ est moyenne, et la voyelle /a/ est ouverte (basse).
La réalisation précise de chaque voyelle dépend de son environnement phonétique. La voyelle /ǝ/ a deux allophones [e] et [o] (qui correspondent aux e et o du pinyin dans la plupart des cas). On peut qualifier ces sons d'allophones car ils ne servent jamais à distinguer deux mots. (Il existe des exceptions, dont les interjections [ɔ], [ɛ], [jɔ], et [lɔ], mais celles-ci sont normalement décrites comme des cas spéciaux, hors du système phonétique).
Allophones
La transcription des allophones vocaliques diffère selon les sources. La table ci-dessous en fournit une description typique (les codas rhotiques n'y sont pas comprises).
| Noyau  | Noyau  | /i/            | /u/       | /u/              | /y/           | /ə/           | /ə/           | /ə/           | /ə/           | /a/           | /a/              | /a/              | /a/              | Consonne syllabique |
| Médial | Médial | ∅              | ∅         | /j/              | ∅             | ∅             | /j/           | /w/           | /ɥ/           | ∅             | /j/              | /w/              | /ɥ/              | Consonne syllabique |
| ------ | ------ | -------------- | --------- | ---------------- | ------------- | ------------- | ------------- | ------------- | ------------- | ------------- | ---------------- | ---------------- | ---------------- | ------------------- |
| Coda   | ∅      | [i] yi -i      | [u] wu -u |                  | [y] yu -ü1    | [ɤ] e -e      | [je] ye -ie   | [wo] wo -uo2  | [ɥe] yue -üe1 | [a] a -a      | [ja] ya -ia      | [wa] wa -ua      |                  | [ɨ] -i              |
| Coda   | /i/    |                |           |                  |               | [ei̯] ei -ei   |               | [wei̯] wei -ui |               | [ai̯] ai -ai   |                  | [wai̯] wai -uai   |                  |                     |
| Coda   | /u/    |                |           |                  |               | [ou̯] ou -ou   | [jou̯] you -iu |               |               | [au̯] ao -ao   | [jau̯] yao -iao   |                  |                  |                     |
| Coda   | /n/    | [in] yin -in   |           |                  | [yn] yun -ün1 | [ən] en -en   |               | [wən] wen -un |               | [an] an -an   | [jɛn] yan -ian   | [wan] wan -uan   | [ɥɛn] yuan -üan1 |                     |
| Coda   | /ŋ/    | [iŋ] ying -ing | [ʊŋ] -ong | [jʊŋ] yong -iong |               | [əŋ] eng -eng |               | [wəŋ] weng    |               | [aŋ] ang -ang | [jaŋ] yang -iang | [waŋ] wang -uang |                  |                     |

1 ü s'écrit u après j, q, ou x.
2 uo s'écrit o après b, p, m, ou f.

### L'effet de la coda sur les voyelles centrales
En chinois standard, les voyelles [a] et [ə] s'harmonisent avec la coda selon la profondeur de celle-ci. La voyelle [a] devient [a̟] devant /i, n/ et [a̠] devant /u, ŋ/. La voyelle [ə] devient [ə̟] devant /n/ et [ə̠] devant /ŋ/.

### L'effet du ton sur les voyelles moyennes
Certains locuteurs natifs du mandarin prononcent [wei̯], [jou̯] et [wən] comme [ui], [iu] et [un] (respectivement) avec le premier ou deuxième ton.

## Tons

Les 4 tons du mandarin

Le mandarin, de même que toutes les langues chinoises, est une langue à tons. Une syllabe peut n’avoir aucun ton, ou peut être prononcée avec l’un des quatre tonèmes. Les quatre tonèmes sont : 
1. Premier ton, ou ton haut et plat (阴平 yīn píng, littéralement : niveau yin) :
  - un ton haut continu, comme chanté plutôt que parlé.
2. Deuxième ton, ou ton montant (阳平 yáng píng, littéralement : niveau yáng), ou linguistiquement, haut-montant :
  - est un son qui monte d’un ton médian vers haut (ex. : Quoi ?!)
3. Troisième ton (ton bas, ou descendant légèrement puis remontant, 上声  shǎng[1],[2] shēng, littéralement: « ton haut ») : 
  - descend de mi-bas vers bas, et dans certains contextes est suivi d’une intonations montante. Similaire à dire « Alors ?... » pensivement ou en invitant à une réponse.
4. Quatrième ton, ton descendant (去声  qù shēng, littéralement : « ton lointain »), ou haut-tombant :
  - possède un accent descendant rapidement de haut vers bas, est un ton court, similaire à des ordres courts (ex. : Stop !)

Autres formes de prononciations parfois nommées tons:
- Cinquième ton, ou ton neutre ou ton zéro (轻声  qīng shēng, littéralement : « ton léger ») :
  - son court et léger, et n’est généralement pas considéré comme un ton. Dans la plupart des variétés du mandarin, la seconde syllabe dans des formations à deux syllabes est plus faible, dans l’ordre des tons, que le premier caractère, et est parfois qualifiée de ton « neutre ». D’un autre côté, si un ton avec très peu d’emphase est produit de façon incorrecte, sa présence peut être notée par quelqu’un d’attentif.
- Ton d’entrée. Historiquement le mandarin avait un cinquième ton, appelé « ton d’entrée » (comme dans d’autres variations de la langue chinoise). Il est préserve dans la subdivision Jin. Le ton d’entrée a à peu près le son d’une flèche frappant et pénétrant une planche de bois, c’est-à-dire qu’il a une durée plus courte par rapport aux autres tons, et il termine avec soit un coup de glotte soit une consonne. Des dictionnaires anciens comme le 'Dictionnaire Chinois-Anglais Mathews'  marquent les caractères de ce ton avec un exposant 5. Le ton d’entrée n’est pas utilisé en mandarin standard.

La plupart des romanisations représentent les tons comme des diacritiques sur les voyelles (par exemple, Pinyin, MPS II et Pinyin Tongyong). Le Zhuyin utilise des diacritiques également. D’autres, comme le Wade-Giles, utilise des nombres en exposant à la fin de chaque syllabe. La représentation des tons chinois par des marques ou des nombres est rarement pratiquée en dehors des livres de classe. Gwoyeu Romatzyh est un rare exemple dans lequel les tons sont représentés non par des symboles spéciaux mais par des lettres alphabétiques, ce qui fait une orthographe très complexe.
Pour entendre les tons, voir http://www.wku.edu/~shizhen.gao/Chinese101/pinyin/tones.htm (cliquer sur le symbole yin-yang bleu et rouge).
Les prononciations varient également en fonction du contexte selon les règles de sandhi tonal. Le principal effet de ce type apparaît lorsqu’il y a deux troisièmes tons consécutifs, le premier  se transformant alors en second ton. S’il y a trois troisièmes tons consécutifs, le premier est parfois converti en deuxième ton selon la préférence du locuteur et du dialecte régional.